# 蔵原健
蔵原 健（くらはら けん、1977年5月6日 - ）は、熊本県出身の俳優。中野笑店所属。本名同じ。

## 人物
身長187cm。体重78kg。血液型B型。学校法人自由学園数理科学研究室卒業。
特技はバスケットボール、空手、技斗、殺陣、ボルダリング、版画、熊本弁、器械体操。
2016年4月まで芸名をクラとしていたが、同年4月14日に発生した熊本地震をきっかけに本名で活動する事となった。

## 出演

### 映画
- ヌードの夜/愛は惜しみなく奪う（2010年） - あゆみの客[1]
- 霊界の扉 ストリートビュー（2011年） - 黒い影[1]
- 明日泣く（2011年） - ディーラー[1]
- アウトレイジ ビヨンド（2012年） - 李の手下[1]
- 任侠ヘルパー（2012年） - 金本浩樹[1]
- ハアドボイルド漫談師 大風呂屋エイジ（2013年） - フジオ[1]
- フィギュアなあなた（2013年） - 岡村[1]
- 甘い鞭（2013年） - 桜井[1]
- 謝罪の王様（2013年） - ホテルの客[1]
- ワタシのハナシ〜覗く女〜（2013年） - 刑事[1]
- 薔薇色のブー子（2014年） - 雀田組幹部[1]
- るろうに剣心 京都大火編（2014年） - 政府高官[1]
- トワイライト ささらさや（2014年） - ユウタロウの父の部下[1]
- くちびるに歌を（2015年） - 声の出演[1]
- アンフェア the end（2015年） - 守屋[1]
- グラスホッパー（2015年） - 比与子の部下[1]
- あやしい彼女（2016年） - 漁師[1]
- 太陽（2016年） - 役人[1]
- 64-ロクヨン- 後編（2016年） - 遊撃班の刑事[1]
- SCOOP!（2016年） - SP[1]
- 今夜、世界からこの恋が消えても（2022年7月29日、東宝） - 医師 役
- 罪と悪（2024年）[5]
- シティーハンター（2024年4月25日、Netflix） - 若頭 役

### テレビドラマ
- 真実一路（2003年） - チンピラ[1]
- 幸せになろうよ（2011年）
- らんま1/2（2011年） - ハードコアな男[1]
- 水曜ミステリー9
  - 偽証法廷（2012年） - 検察官[1]
  - 罪火（2014年） - 記者[1]
- 家族のうた（2012年） - ドラマー[1]
- 未来日記-ANOTHER:WORLD-（2012ン絵） - SP[1]
- トッカン 特別国税徴収官（2012年） - ホツミの社員[1]
- ドンパル〜海峡を渡った愛（2012年） - 福本博章[1]
- 相棒
  - （2013年） - 出店の男
  - （2016年） - 坊谷一樹
  - （2018年） - 坊谷一樹
- ダブルス〜二人の刑事（2013年） - 大野の部下[1]
- ガリレオXX 内海薫最後の事件 愚弄ぶ（2013年） - 塚原哲也[1]
- でたらめヒーロー（2013年） - 黒木の部下[1]
- Oh,My Dad!!（2013年） - 西久保孝美[1]
- クロコーチ（2013年） - 角刈りの男
- 最高のおもてなし（2014年） - 建設社員[1]
- 連続テレビ小説 花子とアン（2014年） - 嘉納家の番頭 ※レギュラー[1]
- BORDER 警視庁捜査一課殺人犯捜査第4係（2014年） - 松井[1]
- 家族狩り（2014年） - 中野匡人[1]
- 東京17（2015年） - ギャルソン[1]
- 破門 (疫病神シリーズ)（2015年） - 比嘉政志[1]
- ジャンクション39 〜男たち、恋に迷走中!〜（2015年） - ギャルソン[1]
- 洞窟おじさん（2015年） - 道明[1]
- 紅雲町珈琲屋こよみ（2015年） - シェフ[1]
- ドラマスペシャル 遺留捜査（2015年） - 岡田[1]
- 美女と男子（2015年） - 阿部[1]
- HEAT（2015年） - 綿あめ屋[1]
- 大河ドラマ
  - 花燃ゆ（2015年） - 木戸の家臣[1]
  - おんな城主 直虎（2017年）
  - 麒麟がくる（2020年）
  - 青天を衝け（2021年） - 立花種恭
  - どうする家康（2023年） - 後藤又兵衛正親
- アンダーウェア（2015年） - 酒屋[1]
- 報道スクープSP 激動!世紀の大事件III〜未解決事件の「謎」と目撃者の「新証言」〜（2015年） - 消防士 ※主演[1]
- 逃げる女（2016年） - マイクの男[1]
- いつかこの恋を思い出してきっと泣いてしまう（2016年） - 大迫[1]
- ゆとりですがなにか（2016年） - 用心棒[1]
- ドクターカー（2016年） - 楠木英孝[1]
- 世にも奇妙な物語 春の特別編（2016年） - 地検の男[1]
- とと姉ちゃん（2016年） - 酔った男[1]
- 忠臣蔵の恋〜四十八人目の忠臣〜（2016年） - 吉良邸の家臣[1]
- 七人の秘書 第1話（2020年10月22日、テレビ朝日） - 都の職員
- アノニマス〜警視庁“指殺人”対策室〜 第7話（2021年3月8日、テレビ東京）
- 遺留捜査（2022年） 第1話- 五条孝雄 役
- 連続ドラマW
  - 雨に消えた向日葵（2022年、WOWOW）[6] - 刑事 役
  - フィクサー Season1（2023年、WOWOW） - 設楽斗志夫 役
  - ゴールデンカムイ -北海道刺青囚人争奪編- 第7話（2024年、WOWOW）
- 弁護士ソドム 第3話（2023年5月12日、テレビ東京） - 刑事 役
- ケイジとケンジ、時々ハンジ。 第7話（2023年5月25日、テレビ朝日） - 合田琢磨 役
- ばらかもん（2023年） - 坂本教頭 役

### オリジナルビデオ
- YASHA-夜叉2（2000年）
- 麻雀群狼記 ゴロ（2011年） - 武藤[1]
- アイドル爆弾（2011年） - サラリーマン[1]
- Not Found -ネット上から削除された禁断動画-（2011年） - 盗撮マニア[1]
- リデンプション（2011年） - 謎の男[1]
- ミッシング55（2011年） - 秋川[1]
- Not Found5/ストーカー（2012年） - 友人[1]
- Not Found7/金庫の中身は（2012年） - 土屋健介[1]
- 闇動画（2012年）
- マン・ハンティング リデンプション（2012年） - 少佐[1]
- SPウーマン〜美しき生贄／ハード・バージョン（2012年） - テロリスト[1]
- 半グレvsやくざ（2013年） - つなぎの男[1]
- 半グレvsやくざpart2（2013年） - つなぎの男[1]
- 半グレvsやくざpart3（2013年） - つなぎの男[1]

### 舞台
- カチャーシー2000（2000年）※デビュー作[3]
- ヒーローはまだか!? 2008年度版（2008年）
- あなたの声に背中を押され（2010年）
- 海を越えた子守唄
- 音読劇場
- キヨ恋し
- クラブハートフル
- 現代版 龍馬のせんたく
- ゴールドラッシュ!!
- SETUKO
- 蒼天の道
- Dance Revolution
- 追憶の砂
- 時の風
- ニライカナイの波
- 向日葵の風景
- 夢キララ
- ランチな時間
- マクベス[7]

### CM
- トヨタレンタリース

### PV
- 点描のしくみ Queen of Hearts（2012年）

### Web
- 危険なカンケイ（2013年） - 公安警察官[1]
- ウルトラ乗十 - 八ヶ岳錠多 ※レギュラー[1]